# La isla de los lobos costeros
La isla de los lobos costeros (título original en inglés: Island of the Sea Wolves) es una serie documental británica de 2022 narrada por el actor Will Arnett. Filmada en la isla de Vancouver, la serie se centra en los lobos costeros y las águilas calvas, especies animales que deben buscar su alimento en las frías aguas del Océano Pacífico.

## Episodios
| Episodio | Título      | Fecha de emisión      |
| -------- | ----------- | --------------------- |
| 1        | «Primavera» | 11 de octubre de 2022 |
| 2        | «Verano»    | 11 de octubre de 2022 |
| 3        | «Otoño»     | 11 de octubre de 2022 |

## Recepción
El documental tuvo una buena recepción crítica. Joel Keller del portal Decider manifestó que el seriado «hace lo que muchas docuseries de la naturaleza deberían hacer: enfocarse en un área geográfica y seguir a sus habitantes a lo largo de las diferentes estaciones», y lo calificó como «fascinante».
Por su parte, Greg Wheeler de The Review Geek escribió en su reseña: «La isla de los lobos costeros es una docuserie informativa, bien escrita y disfrutable. No es la épica de David Attenborough, pero mientras Frozen Planet II asombra e inspira en la BBC, este trabajo de Netflix no está nada mal». Jordan Russell Lyon del sitio Ready Steady Cut la calificó como una buena oferta para los aficionados a los programas sobre la naturaleza.